# Torre Le Parc
La Torre Le Parc es un edificio residencial ubicado en el barrio de Palermo, en Buenos Aires, Argentina. Fue el edificio más alto del país entre 1994 y 2002, siendo sustituido por las Torres El Faro, terminadas en 2003.
El exitoso emprendimiento, de la constructora RAGHSA, fue seguido por las Torres Le Parc Puerto Madero y las Le Parc Figueroa Alcorta.

## Descripción

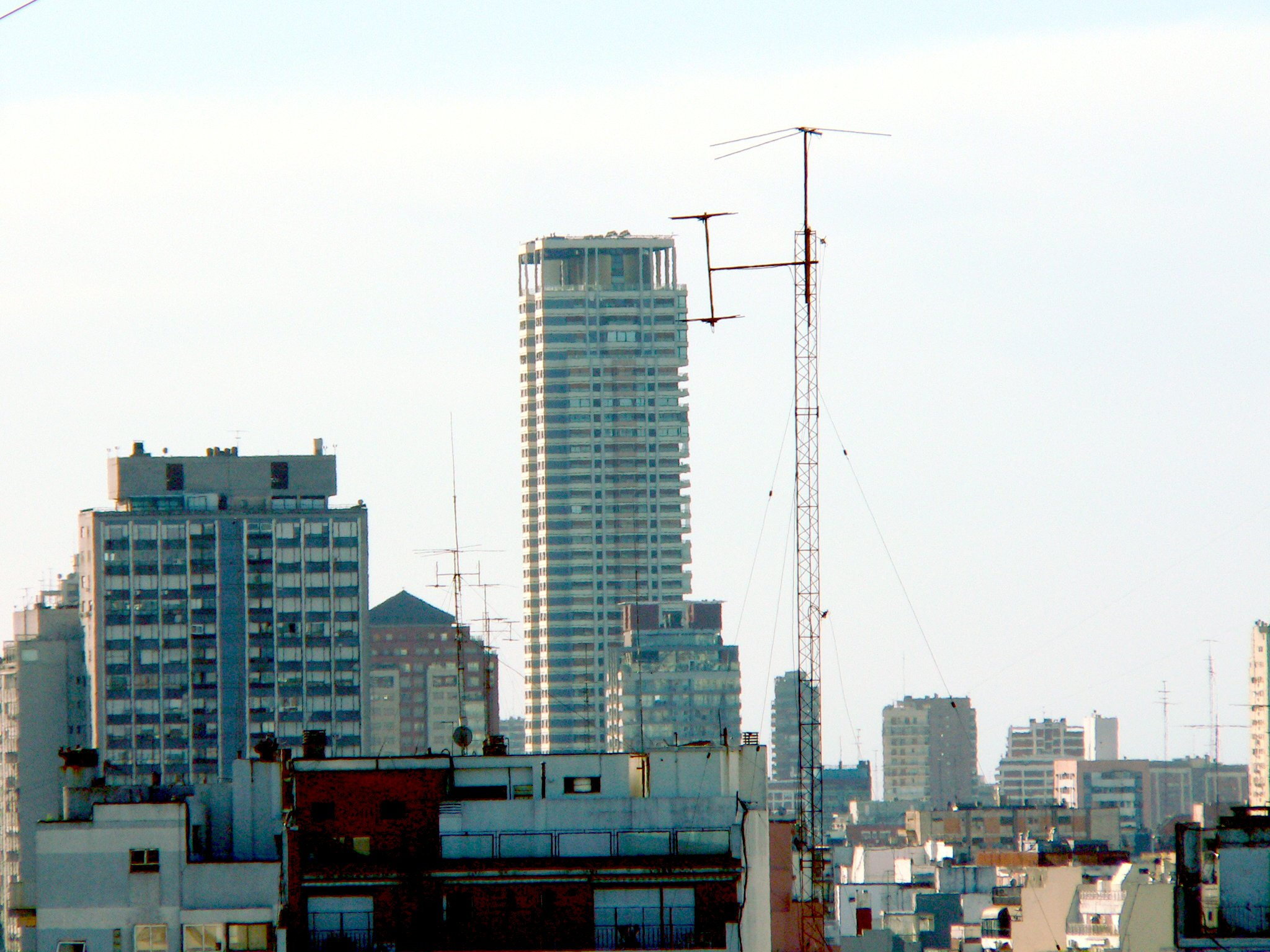
Le Parc desde el barrio de Recoleta.

A fines de la década de 1980 la firma RAGHSA, del empresario Moises Khafif, adquirió una manzana completa en una zona degrada del barrio de Palermo, adonde hasta la década de 1960 había existido la estación de tranvías “Centenario” con sus galpones de estacionamiento. Luego de demolido el edificio, había pasado a manos de la Cooperativa de Vivienda Policial, pero el terreno baldío funcionaba solamente como estacionamiento desde hacía años.
Gracias a la laxitud del código de edificación en el área, Khafif pudo elegir la construcción de una sola torre de más de 150 metros, sin estar limitado por ninguna normativa de alturas máximas, por lo cual emprendió el proyecto de lograr no sólo el edificio más alto de Buenos Aires (superando al Edificio ALAS), sino uno de los más altos del mundo, dentro de la categoría residencial en esa época. Incluso cuando el código sólo le permitía matemáticamente unos 40 pisos de altura, el empresario logró llegar a los 50 pisos gracias a la superficie libre que dejó para los jardines de la torre, que se construiría sobre el centro de la manzana.
Se trató de un emprendimiento de muy alta categoría, comprendiendo 90 departamentos de medio piso cada uno, con 650 m² de superficie, excepto los dos últimos pisos que funcionan como dos dúplex, además de una piscina climatizada y canchas de varios deportes, y un salón de usos múltiples con capacidad para 400 personas. Para ello, RAGHSA contrató al prestigioso arquitecto moderno Mario Roberto Álvarez, quien diseñó personalmente la torre y dirigió a su estudio en el proyecto, asociándose con Sánchez Elía SEPRA para la dirección de obra.
La obra comenzó a fines de 1989 y avanzó a un ritmo notable, y para la construcción se usaron 5.500 camiones de hormigón, 4100 de arena, 3655 de canto rodado y 490 de cemento. El trabajo de hormigonado de la platea empezó en junio de 1990, y la torre alcanzó su altura máxima tres años después, siendo inaugurada en 1994. Desde su estreno, fue elegida por personalidades notables de la Argentina, como el conductor televisivo Marcelo Tinelli, el cantante Palito Ortega o el periodista Mauro Viale y personajes políticos del menemismo como la familia Fassi Lavalle.
Los departamentos de la Le Parc fueron equipados con materiales de primera calidad, llegando al valor de u$s 2.500.000 cada uno al momento de la inauguración de la torre. Luego del impulso que dio el edificio a la zona, siguió la construcción de nuevas torres de vivienda que transformaron en menos de diez años por completo los alrededores: la Quartier Demaría, la Quartier de Oro y otras similares.